# Godingia guerreroensis
Godingia guerreroensis är en insektsart som beskrevs av Fowler. Godingia guerreroensis ingår i släktet Godingia och familjen hornstritar. Inga underarter finns listade i Catalogue of Life.